# The Dead Zone (televisieserie)
The Dead Zone is een Amerikaanse televisieserie die het eerst werd uitgezonden in 2002 op USA Network. Deze is gebaseerd op het gelijknamige boek van Stephen King. De serie kwam in 2007 na zes seizoenen ten einde.
De hoofdpersoon in de serie is Johnny Smith (Anthony Michael Hall). Door een auto-ongeluk heeft hij zes jaar in coma gelegen. Toen hij bijkwam was zijn verloofde, Sarah (Nicole de Boer), getrouwd met een andere man, sheriff Walt Bannerman (Chris Bruno), en blijkt Johnny samen met Sarah een zoon te hebben genaamd JJ. Sinds hij uit zijn coma is ontwaakt heeft hij een gave: als hij objecten of mensen aanraakt krijgt hij visioenen vanuit het verleden of over de toekomst...

## Rolverdeling
| Acteur               | Personage                 |
| -------------------- | ------------------------- |
| Anthony Michael Hall | Johnny Smith              |
| Chris Bruno          | Sheriff Walt Bannerman    |
| John L. Adams        | Bruce Lewis               |
| Nicole de Boer       | Sarah Bracknell Bannerman |
| David Ogden Stiers   | Rev. Gene Purdy           |
| Bill Mondy           | Deputy Roscoe             |